# 珠江三角洲

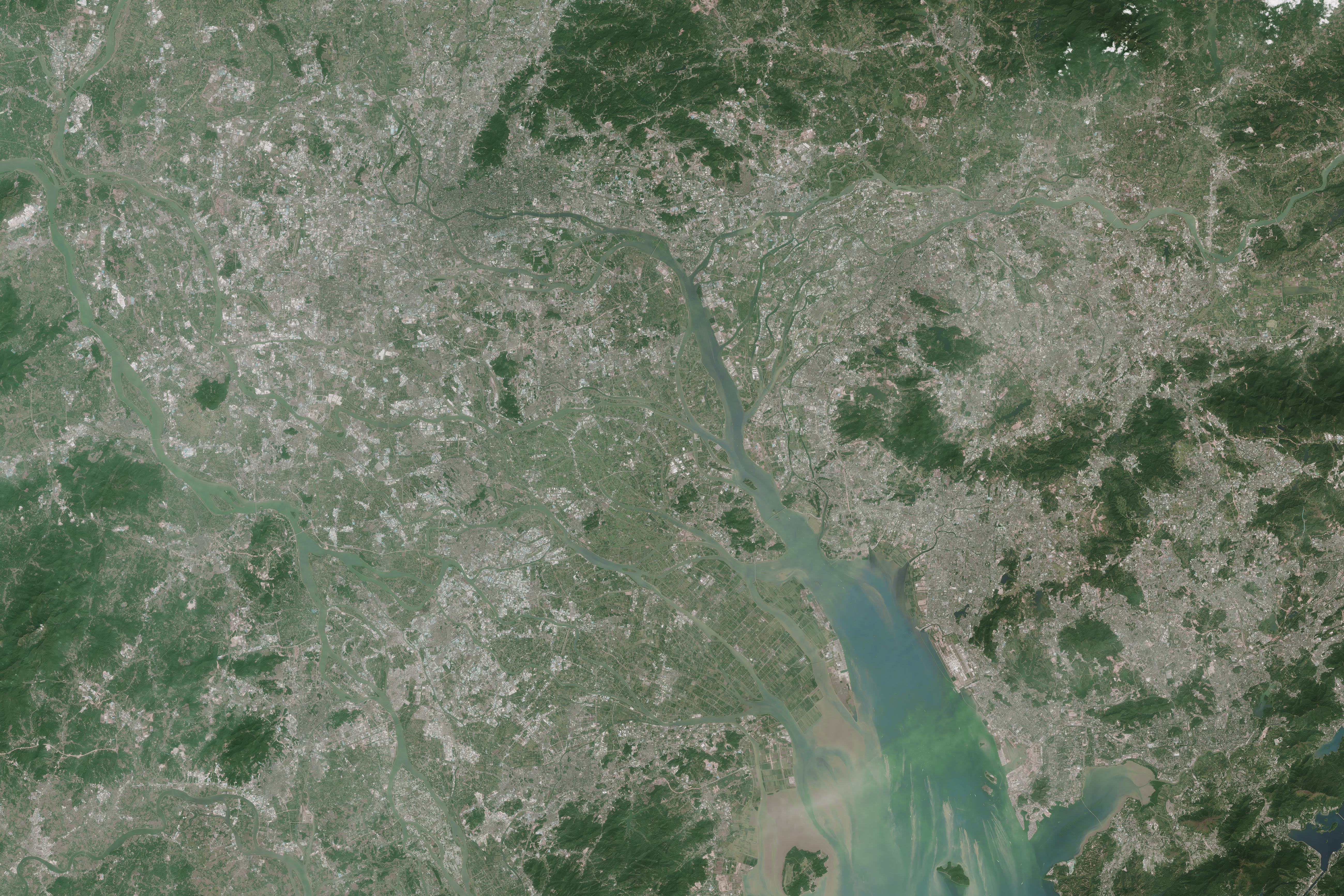
珠三角的衛星圖，來自NASA地球觀測站，攝於2014年

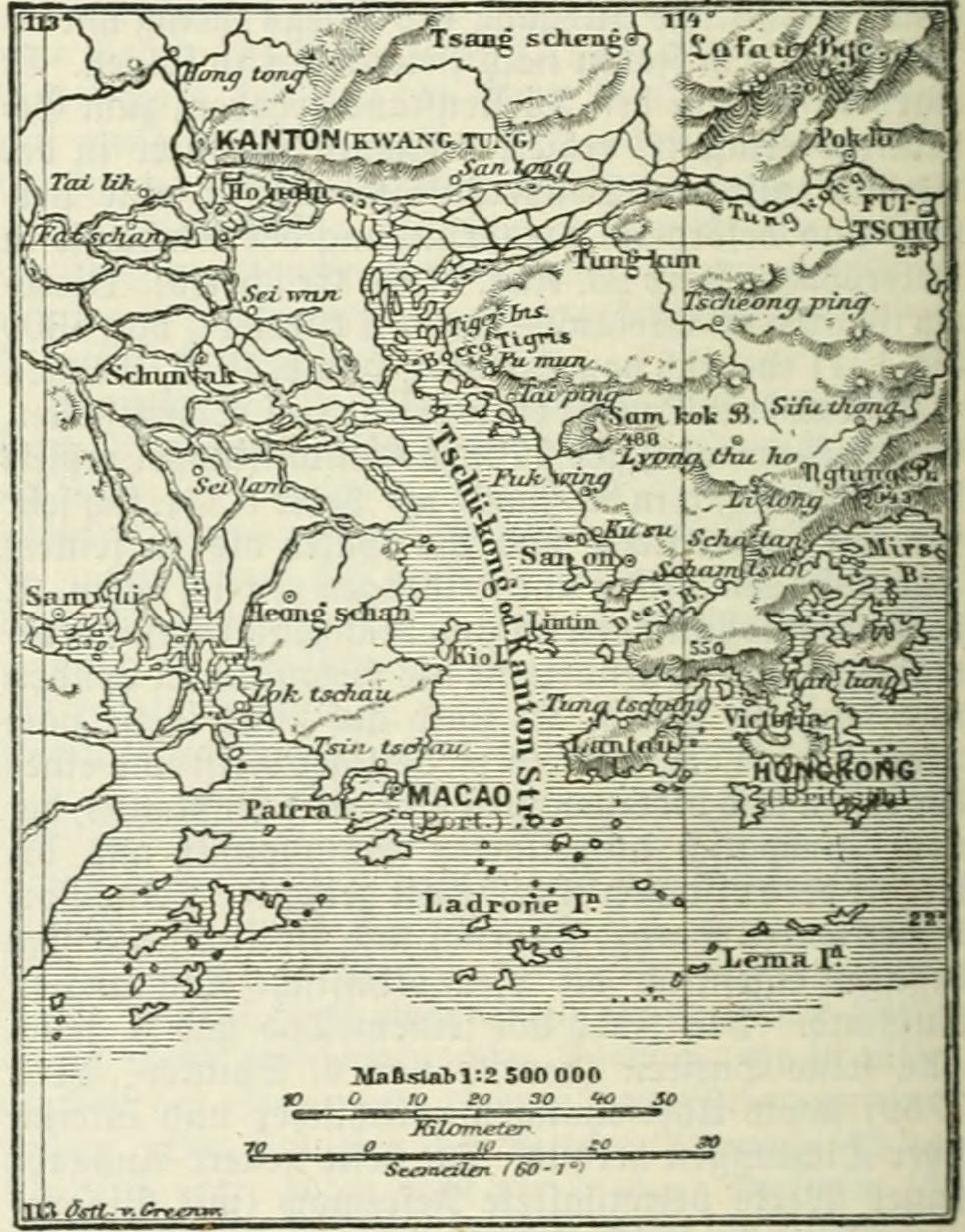
1888年珠三角的德語地圖，標有廣州市、葡屬澳門、英屬香港

珠江三角洲（英語：Pearl River Delta），由珠江水系的西江、北江和东江及其支流潭江、绥江、增江带来的泥沙堆积而成，是中国南部最大的冲积平原，海拔多在50米以下，地势平缓，有零星小山丘分布。狭义的珠江三角洲由西江、北江三角洲和东江三角洲两部分组成，北至西江、北江汇合点的佛山三水河口，东至东江下游的东莞石龙，南至江门新会崖门，面积近6,000平方公里。广义的珠江三角洲范围则包括珠江干流及其所有支流，西起（西江）肇庆羚羊峡东口及（潭江）新會司前，北起（北江）三水黄塘及宝月、（流溪河）广州及东莞石碣、（绥江）肇庆黄岗，东起（东江）惠州园洲、（增江）广州增城沙塘 ，面积为8,601平方公里。现代珠江三角洲在中国四大河流三角洲中，其流域面积排名第2，仅次于长江三角洲；在亚洲大河三角洲中排名第6，在世界排名第15。

## 地貌形成
1915年，督办广东治河事宜处总工程师、瑞典水利专家柯威廉（G.W.Oliveroa）一行在考察珠江下游时，发现西江羚羊峡口广利围出土埋藏的牡蛎壳与澳门附近浅海的生牡蛎相似，指出海水曾浸至羚羊峡口附近，今已推至澳门，并假设肇庆羚羊峡口、三水芦苞和广州以下至澳门在史前曾是一个海湾，大小山地、丘陵为昔日海湾中的岛屿，三江泥沙在海湾里合力堆积成“广州三角洲”。1929年，美国地质地理学家、欧柏林学院教授哈伯德（Hubbard.G.D）在岭南大学访问期间，考察了香港至广州的河口湾和水道，在论文中将珠江河口处称为“珠江三角洲”。
珠江河口处有近五分之一面积为散落分布的低山丘陵和台地，是否将其划分三角洲，曾在学术界存在争议。1929至1930年间，瑞士地质学家、中山大学地质系主任哈安姆 (Helm A)等考察了广州附近的地质后，称“珠江口无三角洲存在”，所见的堆积平原为第三纪准平原沉降后由西江等冲积而成。1934年，中山大学地质系的陈国达认为，区内有三分之一基岩、山丘，所谓珠江三角洲只是冲积平原与山岳的组合，实非一个三角洲，由于珠江口海底沉降过快，沉积物不能出露水面。1937年，中山大学地理系教授、地理学家吴尚时发现了广州七星岗古海蚀遗迹，有力地支持了“海水曾深入珠江口内并堆积珠江三角洲”的观点。1947年，吴尚时与曾昭璇联名发表《珠江三角洲》一文，提出“珠江三角洲溺谷生成学说”，认为珠江三角洲拥有特殊的成陆模式，是一个复合型三角洲。而三角洲上星罗棋布的台地与山丘曾是浅海中大大小小的基岩岛屿，珠江水系携带来的泥沙正是以这些基岩岛屿为沉积核心逐渐淤积扩展，连接成陆。

## 演变过程
珠江三角洲是在海侵、海退的多次旋回中发育起来的。“三江汇合、八口分流”是珠江三角洲地貌特征，其1/5面积为星罗棋布的丘陵、台地、残丘。自晚更新世以来，由西江、北江和东江带来的泥沙在海湾内堆积复合成为平原，主要水道沿断裂带发育为8个口门出海，逐渐形成了山丘罗列、水道如网的三角洲。人类活动的参与加速了珠江三角洲河网水系的形成，也加速了泥沙在河床和河口的沉积，加速了三角洲的外伸。
歷史上隨著中原地區的水利和農業技術引進發展，珠江三角洲在地的漁獵文化逐步被取代、同時加速在地圍海造田進程，沿海地區濱海澤國的地貌形態隨之被徹底改變。珠江的入海口在秦漢之前是深入到現代的佛山一帶，而現代廣州市區到黃埔港一帶在當時則是東西向的溺谷灣，深入珠三角內部的海灣是東寬西窄。到宋代時廣州城下還稱之為「小海」，到黃埔一帶就稱之為「大海」。依據現代考察曾於沿海鹹水生活過的蠔殼層分佈情況，大致可勾勒出舊日珠三角的海岸線——由新會的禮樂、古鎮、海州、潮蓮，至廣州黃埔，東莞石門，番禺欖核、魚窩頭、東涌、黃閣一帶。随着唐宋以后几次大规模人口南迁，特别是明代以后，珠江三角洲海岸线每年向南推进十几米，明末，海岸线已抵达今中山市一带，清末则推向今珠海斗门一带。广州的海岸线亦从番禺沙湾附近推至今南沙一带。
| 时间               | 演变                 | 结果 |
| ------------------ | -------------------- | --- |
| 距今40000至32500年 | 珠江三角洲全境为陆地 | 西江、北江、东江、潭江等河流下切，形成平行岭谷地貌。                                                                           |
| 距今32500至22000年 | 第一次海侵           | 海水沿河谷入侵，约两成面积为海侵，形成三条溺谷。                                                                               |
| 距今22000至7500年  | 第一次海退           | 南海海面大幅度下降，珠江三角洲全境又为陆地。                                                                                   |
| 距今7500至5000年   | 第二次海侵           | 整个珠江三角洲被海水淹没，古海岸线至少延伸至今广州及佛山一带，河口发生淤积，河水及海水带来的泥沙充填溺谷，形成近代三角洲平原。 |
| 距今5000至2500年   | 第二次海退           | 西北江三角洲中、南部海域大大缩小，东江三角洲由海湾变为陆地，三角洲约一半的海侵区沉积了厚3-5米的砂质淤泥。                      |
| 距今2500年至今     | 第三次海侵           | 海面上升缓慢，河流搬运作用强烈，淤积物增多，溺谷及海湾面积缩小，滨线不断向海方向推移。                                         |

## 水文
珠江三角洲河网密布，“三江汇合，八口分流”成为三角洲水系的重要特色。其中东部的虎门水道、蕉门水道、洪奇门水道、横门水道构成伶仃洋河口，南部的磨刀门水道、鸡啼门水道构成磨刀门河口，大广海湾经济区的虎跳门水道和崖门水道构成崖门河口。珠江三角洲河网区承泄西江、北江、东江三江河川年平均流量3004亿立方米，在三角洲内及其诸河产流256亿立方米，使八大口门出海河川总径流量为3260亿立方米。在三角洲接纳珠江水系的来水中，西江占珠江总径流量的43.5%，北江、东江各占13.5%、7.3%。来沙亦以西江最多，次为东江，北江较少。

## 气候
珠江三角洲地处亚热带季风气候，暖湿多雨，气候宜人；年均降水量1600～2300毫米，汛期4－9月降水量占全年的81%～85%。冬季盛行北风、东南风，年平均风速2.0～2.6米每秒，台风一般发生在每年7－9月，每年平均1.6次。水面蒸发量1200～1400毫米，陆地蒸发量800毫米左右。多年平均日照天数240天左右。